# 福岡県道476号小竹頴田線
福岡県道476号小竹頴田線（ふくおかけんどう476ごう こたけかいたせん）は、福岡県鞍手郡小竹町から飯塚市に至る一般県道である。

## 概要
福岡県鞍手郡小竹町大字御徳から飯塚市鹿毛馬に至る。一部未供用。
周辺には御徳工業団地、小竹工業団地があり、沿線に小中学校や住宅団地が立地しているうえ、遠賀川右岸堤防道路が不連続となっており、また災害時避難路の強化として御徳工区が事業化され、飯塚市勢田から飯塚市鹿毛馬においては勢田工区が事業化されている。

### 路線データ
- 起点：福岡県鞍手郡小竹町大字御徳（鴻ノ巣橋東交差点、福岡県道470号勝野下境線交点[1]）
- 終点：福岡県飯塚市鹿毛馬（大山林道前交差点、国道201号交点[1]）

## 歴史
- 2021年度（令和3年度） - 御徳工区（延長1.1 km）事業化[1]。

## 路線状況

### 重複区間
- 国道200号（鞍手郡小竹町大字勝野・御徳大橋西交差点 - 鞍手郡小竹町大字勝野）

### 道路施設

#### 橋梁
- 御徳大橋（遠賀川、鞍手郡小竹町）

延長223 m、1983年（昭和58年）完成
- ふれあい橋（遠賀川、鞍手郡小竹町 - 飯塚市）
- 新浮洲橋（庄内川、飯塚市）

## 地理

### 通過する自治体
- 福岡県
  - 鞍手郡小竹町 - 飯塚市

### 交差する道路
| 交差する道路                                 | 市町村名 | 市町村名 | 交差する場所 | 交差する場所            |
| -------------------------------------------- | -------- | -------- | ------------ | ----------------------- |
| 福岡県道470号勝野下境線                      | 鞍手郡   | 小竹町   | 大字御徳     | 鴻ノ巣橋東交差点 / 起点 |
| 福岡県道476号小竹頴田線 / バイパス（事業中） | 鞍手郡   | 小竹町   | 大字御徳     | 御徳大橋東交差点        |
| 福岡県道474号飯塚直方自転車道線              | 鞍手郡   | 小竹町   | 大字御徳     |                         |
| 国道200号 重複区間起点                       | 鞍手郡   | 小竹町   | 大字勝野     | 御徳大橋西交差点        |
| 国道200号 重複区間終点                       | 鞍手郡   | 小竹町   | 大字勝野     |                         |
| 福岡県道474号飯塚直方自転車道線              | 飯塚市   | 飯塚市   | 口原         |                         |
| 福岡県道476号小竹頴田線 / バイパス（事業中） | 飯塚市   | 飯塚市   | 口原         |                         |
| 国道200号 / 飯塚バイパス                     | 飯塚市   | 飯塚市   | 勢田         | 新勢田橋交差点          |
| 福岡県道62号北九州小竹線                     | 飯塚市   | 飯塚市   | 勢田         | 勢田橋交差点            |
| 未供用区間                                   |          |          |              |                         |
| 国道201号                                    | 飯塚市   | 飯塚市   | 鹿毛馬       | 大山林道前交差点 / 終点 |

### 沿線
- 小竹町立小竹北小学校
- JR九州筑豊本線 小竹駅
- 飯塚市立小中一貫校頴田校